# خانه حسین بردشیری
خانه حسین بردشیری مربوط به دوره پهلوی اول است و در کرمان، میدان مشتاق، ابتدای خیابان میرزا رضای کرمانی، سمت چپ واقع شده و این اثر در تاریخ ۷ اسفند ۱۳۸۶ با شمارهٔ ثبت ۲۱۴۷۳ به‌عنوان یکی از آثار ملی ایران به ثبت رسیده است.